# Psi Power
Psi Power is een single van de Britse band Hawklords. Het is afkomstig van hun album 25 Years On, dat op dezelfde dag verscheen als de single. Het lied dat is opgenomen gedurende de maanden juni tot en met augustus 1978 is geschreven door de twee basisleden Brock en Calvert.
Het gehele album 25 Years On staat in het teken van somberheid over de toekomst. Psi Power begint echter positief. Een kind groeit op en beleeft de voordelen van telepathie. Als kind weet hij welke kaart moet aanwijzen binnen de Zenerreeks. Als opgroeiende jongen kan hij zo tegemoetkomen aan de wensen van de meisjes (they opened to me like a flower). In het derde couplet volgt dan de ommekeer; het is allemaal wel mooi en prachtig, maar hij kan het niet uitzetten. Hij krijgt een constante toevloed van gedachten en wil niets liever dan rust (Why don’t they give me some rest); het is allemaal te veel.

## Musici
- Robert Calvert – zang
- Dave Brock – gitaar
- Harvey Bainbridge – basgitaar
- Steve Swindells – toetsinstrumenten
- Martin Griffin – slagwerk
- Henry Lowther – trompet

Het nummer verscheen nergens in de hitparade. Er zijn twee versies, een lange voor het album en een korte voor de single.